# Dayworld terminus
Dayworld terminus (1990) (titlu original "Dayworld Breakup") este un roman science fiction, ultimul din trilogia Dayworld scrisă de Philip José Farmer. Acțiunea se petrece într-un viitor distopic, în care criza suprapoluării este rezolvată prin obligativitatea fiecărui om de a trăi doar o zi pe săptămână.

## Acțiunea romanului
Sistemul Dayworld este în plină criză. Un om, William Duncan (noua personalitate a lui Jeff Caird), deține cheia lanțurilor care leagă lumea și este hotărât să elibereze întreaga omenire de sub controlul exercitat de guvern. Asta deoarece, deși sistemul Dayworld a fost instituit pentru a face față suprapopulării, populația a scăzut constant. Dar acest lucru a fost ținut secret, astfel încât administrația să poată păstra puterea absolută. Duncan, spărgătorul de zi care trăiește șapte zile pe săptămână, vrea să distrugă sistemul Dayworld. În demersul său de a aduce la cunoștința oamenilor acest complot, trezindu-i la realitate și ajutându-i să se elibereze, este ajutat de iubita lui, Panthea Snick.
Dar, pentru a face asta, trebuie să fugă, să se ascundă, să lupte și să ucidă și, mai ales, să rămână în viață suficient de mult timp.